# Martin Halle
Martin Halle født den 16. oktober 1981 er en professionel fodboldspiller.
Halle skiftede til SønderjyskE fra AC Horsens i 2008. Martin Halle, der spiller venstre back, har spillet for tre forskellige århusianske klubber; FC Århus, AGF og Brabrand IF. – imens han var i Fremad blev han kortvarigt udlejet til FC Midtjylland.